# Tennisschuh

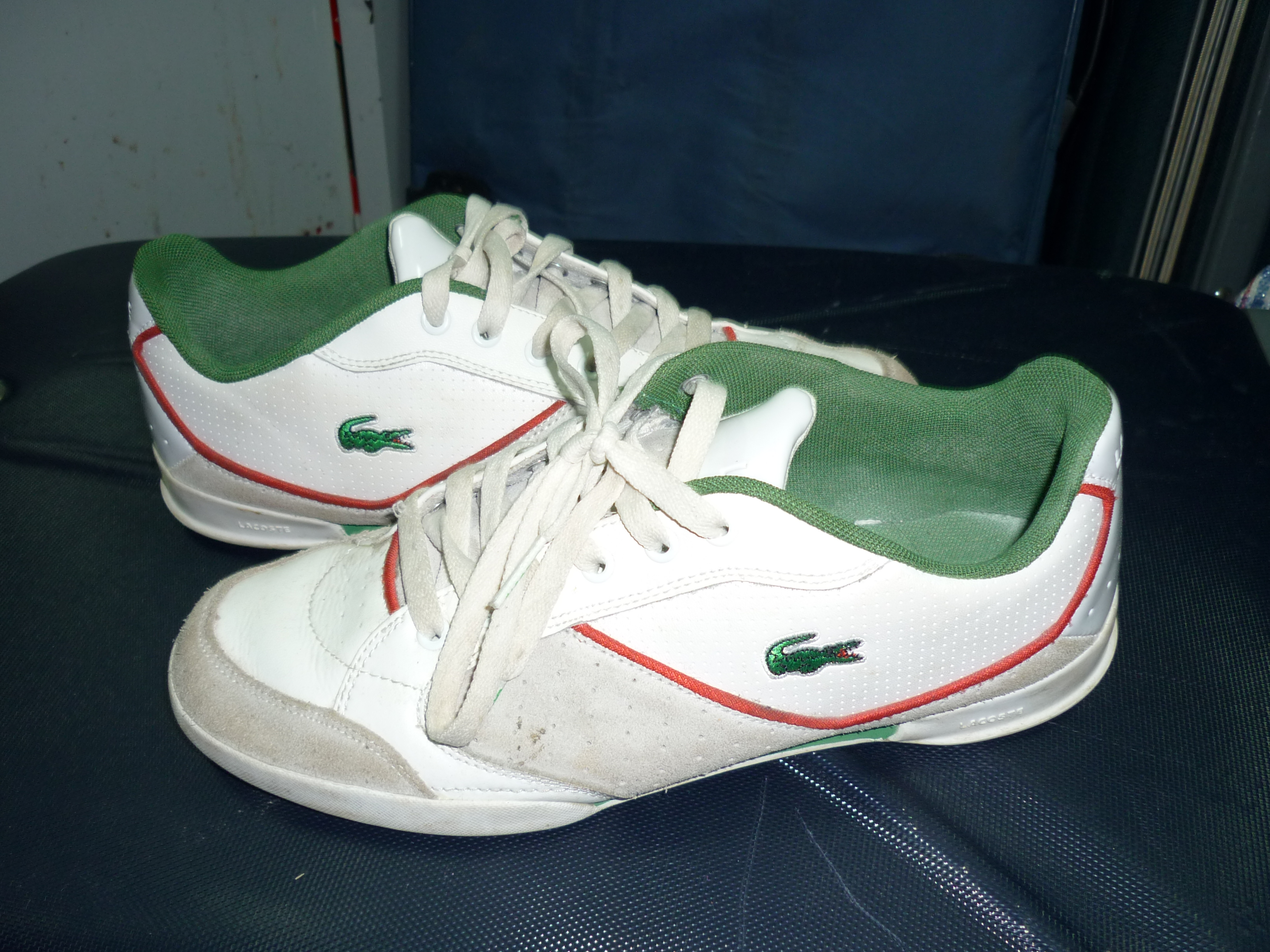
Tennisschuhe von Lacoste, 2009

Ein Tennisschuh ist eine Variante des Turnschuhs, die speziell für die Beanspruchung beim Tennisspiel entwickelt wurde. Sohle, Ober- und Innenmaterial, Stabilität und Dämpfung sollen dabei aufeinander abgestimmt sein. Tennisschuhe werden sowohl für die spezifischen Bodenbeläge angefertigt, ob auf Sandplatz, Hartplatz, Rasenplatz oder Teppichplatz gespielt wird, als auch den individuellen Spielstil berücksichtigen. Weltweit tragen 87 Millionen Tennisspieler (Stand 2019) Tennisschuhe, in Deutschland 2 Millionen (Stand 2024).

## Historie

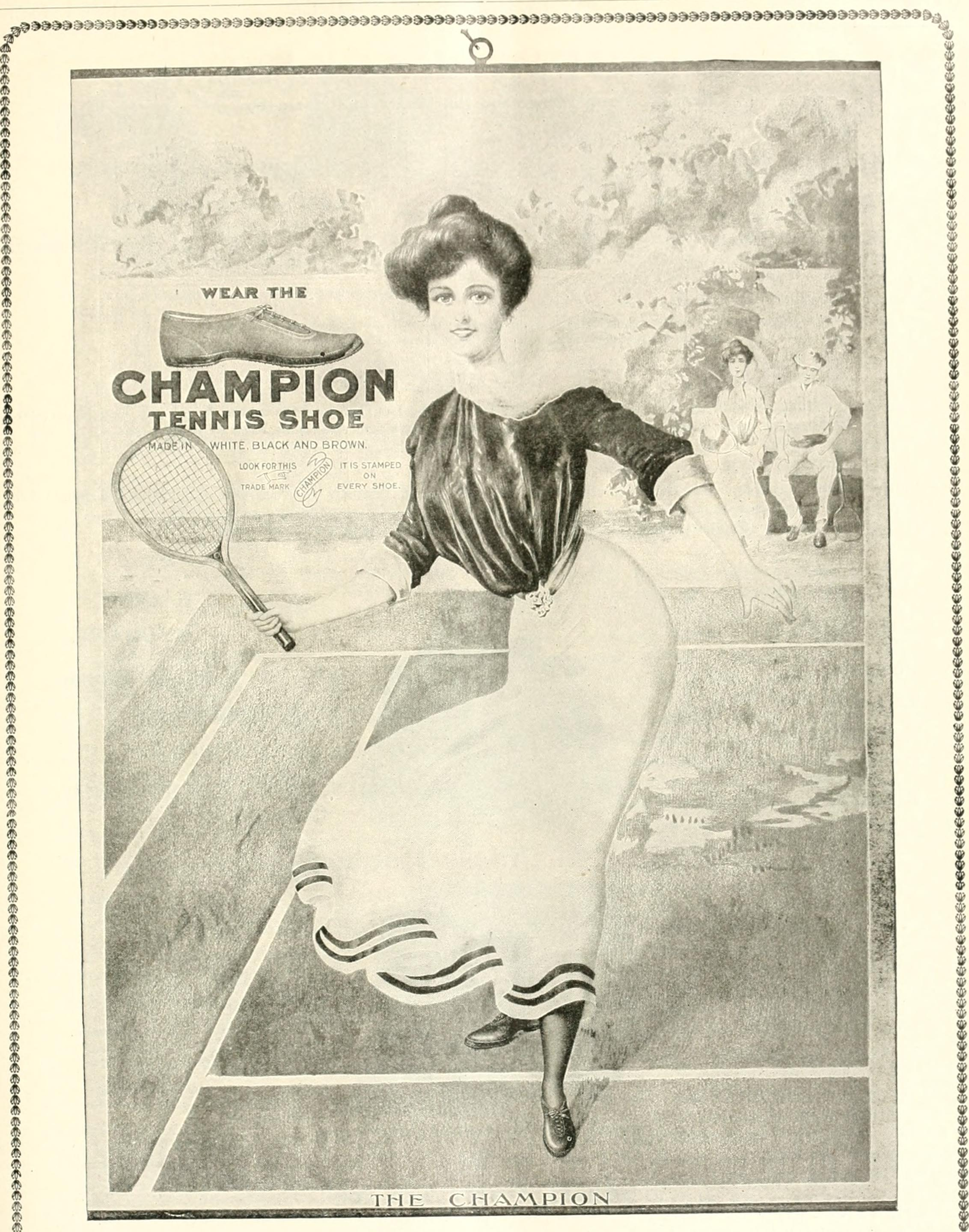
Historische Werbung für Tennisschuhe, 1903, Marke: Champion

In den Anfangsjahren des Tennis, die bis ins Mittelalter zurückreichen, legte man keinen besonderen Wert auf das Schuhwerk. Nach der Entstehung des „Lawn Tennis“ (Rasentennis) in England waren bei Damen noch Lederschuhe mit hohen Absätzen üblich. Lange Zeit waren normale Turnschuhe in Verwendung.
Die 1908 von Marquis Mills gegründete amerikanische Converse Rubber Company stellte erst Stiefel her, wie den berühmten Basketballstiefel Converse All Star aus Leinen mit Gummisohlen, und begann 1915 mit der Herstellung von Leinen-Tennisschuhen mit Gummisohlen. In den 1930er Jahren kamen neben den ersten Basketballschuhen von Converse, auch die ersten offiziellen Tennisschuhe auf den Markt, die jedoch 1931 von Adi Dassler hergestellt wurden.
Adidas entwickelte den Adidas Stan Smith 1971 zusammen mit dem Modell „Nastase“ für die Tennisspieler Stan Smith und Ilie Năstase, die sich 1972 im Finale in Wimbledon gegenüberstanden und im selben Jahr ein Doppel zusammen gewannen. Der „adidas G.S.“ kam 1984 als erster Tennisschuh mit anpassbarer Dämpfung auf den Markt. Im Fersenbereich waren drei Stifte aus Hartplastik quer zur Sohle eingefügt, die man individuell gegen härtere und weichere Stifte austauschen konnte. G.S. steht dabei für Grand Slam, was im Tennissport bedeutet, dass ein Spieler alle vier Grand-Slam-Turniere, die innerhalb eines Kalenderjahres stattfinden, gewonnen hat. Der adidas G.S. wurde von Tennisikonen wie Stefan Edberg und Ivan Lendl getragen und obwohl das Modell eigentlich als Herrenschuh vorgesehen war, hat dies Steffi Graf nicht davon abgehalten, ihn auf dem Court zu tragen. Auf Grund der Weiterentwicklung moderner Tennisschuhe werden „adidas G.S.“ zum Tennisspiel kaum noch verwendet, aber als Sneaker weiterhin getragen.

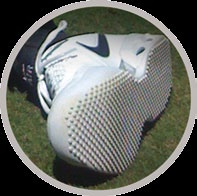
Tennisschuh für Rasenplätze

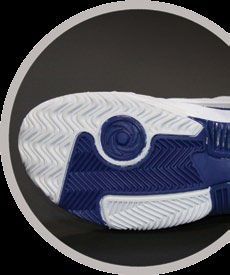
Tennisschuh für Sandplätze

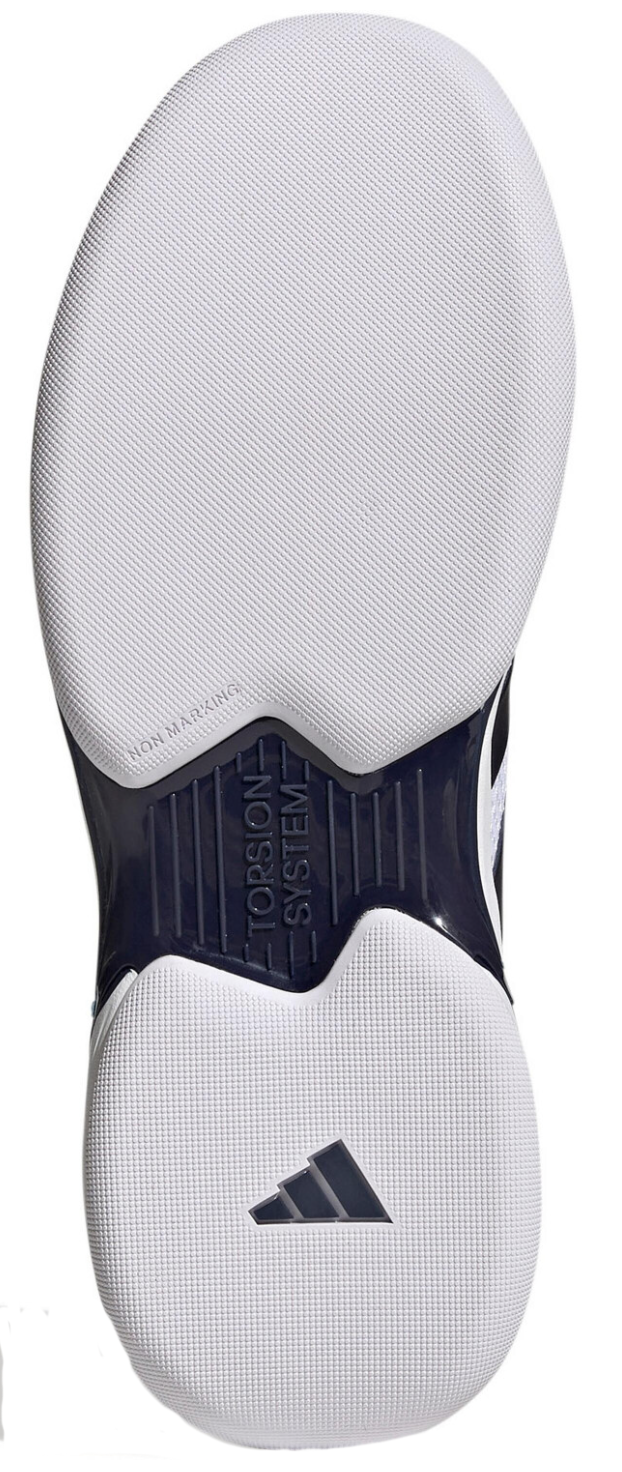
Tennisschuh für Teppichplätze

## Aufbau

### Sohle
Moderne Tennisschuhe bestehen aus einer Lauf- und einer Zwischensohle (EVAC-Sohle, früher: EVA-Sohle). EVAC steht für Ethylen-Vinylacetat-Copolymer und bezeichnet einen kautschukähnlichen Kunststoff. Sie sind flexibel wie Gummisohlen, jedoch um einiges weicher und leichter. Sie zeichnen sich zudem durch ihre hohe Widerstandsfähigkeit und Langlebigkeit aus. Damit ist das Material der Zwischensohle ideal, um optimal abzufedern. Die Laufsohle besteht aus widerstandsfähigem Gummi und unterscheidet sich je nach Belag in ihrer Profilstruktur.

### Ober- und Innenmaterial
Ein besonderer Materialmix sorgt dafür, dass Tennisschuhe strapazierfähig und flexibel zugleich sind. Zur besseren Luftdurchlässigkeit besteht das Obermaterial häufig zusätzlich aus Mesh-Einsätzen bzw. feinen Löchern. Das Innenmaterial sollte möglichst atmungsaktiv und weich sein.

### Stabilität
Insbesondere rund um die Ferse und Sprunggelenke drohen beim Tennis schnell Verletzungen. Daher kommen bei Tennisschuhen in diesen Bereichen verstärkte Materialien zum Einsatz, die den Fuß stabilisieren und ein Umknicken verhindern sollen. Für den Einsatz auf Teppich- und Hartböden werden auch Mid-Schuhe angeboten, deren erhöhter Schaft für mehr Stabilität sorgen soll.

### Dämpfung
Unterschiedlich starke Dämpfungen sind vor allem im Fersenbereich von Vorteil, da sie die Gelenke schonen. Im Optimalfall wandelt das Material die Aufprallenergie in eine kraftvolle Abstoßenergie um und unterstützt so eine dynamische Beinarbeit.

## Bodenbelag
Rasenplätze stellen ähnliche Anforderungen an den Tennisschuh wie Sandplätze. Auf beiden Untergründen stehen kontrolliertes Gleiten bei gleichzeitig gutem Grip im Vordergrund. Aus diesem Grund kommt auch bei Rasenschuhen häufig das sogenannte Fischgrätenprofil oder ein ähnlich griffiges Profilmuster zum Einsatz. Das Profil bei Rasenschuhen ist etwas weniger tief als bei Sandplatzschuhen. Auf Teppichboden wird eher auf ein Profil verzichtet, da es sowohl den Teppichbelag beschädigen könnte, als auch die Bremswirkung der Schuhsohle zu stark wäre. Die Sohlen der Tennisschuhe für Teppichböden sind eher weich und dadurch einem größeren Abrieb unterworfen. Sie müssen „non marking“ sein, um häßliche Streifen zu verhindern.

### Allcourt-Tennisschuhe
Allcourt-Tennisschuhe sind für den Einsatz auf Hartplätzen konzipiert, können aber auch auf anderen Platzoberflächen wie Sand-, Granulat- und Rasenplätzen  verwendet werden. Diese Schuhe haben in der Regel eine strapazierfähige Außensohle mit einem Profil, das auf mehreren Oberflächen Traktion und Stabilität bietet. Allcourt-Tennisschuhe sind auch für Gelegenheitsspieler geeignet, die auf verschiedenen Bodenbelägen spielen und einen Schuh brauchen, der sich an unterschiedliche Bedingungen anpassen kann.

## Abgrenzung zum Sneaker
Im deutschsprachigen Raum wird der Begriff „Sneaker“ zur Kategorisierung spezifischer Schuhmodelle im allgemeinen Sprachgebrauch und im Marketing seit den späten 1990er Jahren verwendet. Zuvor wurde von „Turnschuhen“ oder „Sportschuhen“ gesprochen, zu denen auch der Tennisschuh zählt. Der Begriff „Sneaker“ bezeichnet modische Schuhe zum Tragen im alltäglichen Freizeitbereich, die in sportschuh-ähnlicher Optik designt und produziert werden, jedoch nur sekundär sportliche Funktionen erfüllen.

## Abgrenzung zum Padelschuh

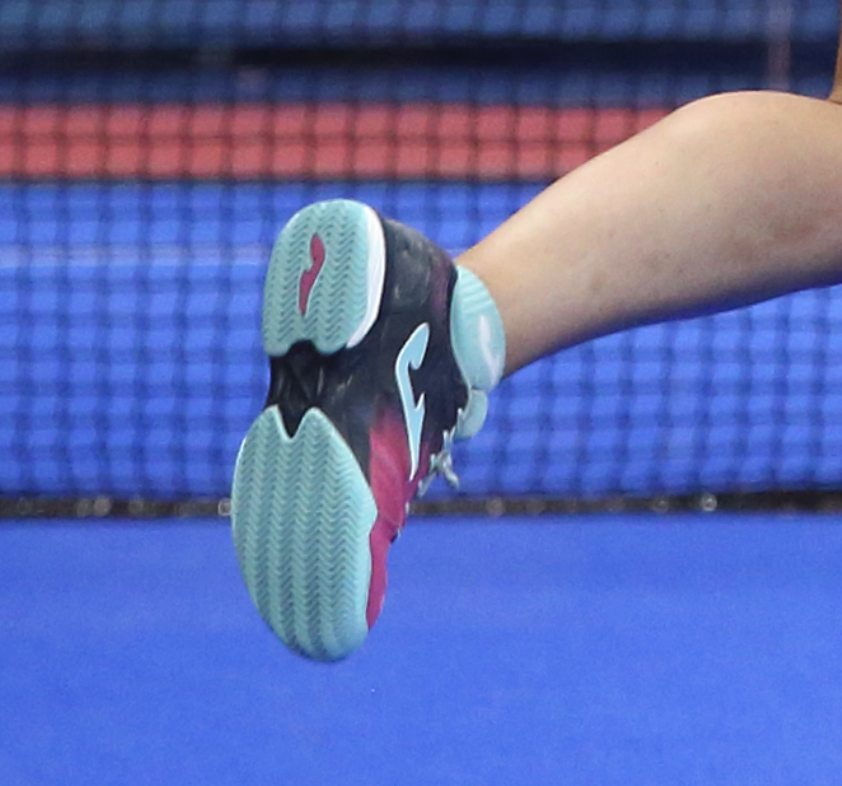
Padelschuh, Joma

Die Anforderungen an den Padelschuh weichen vom Tennisschuh ab. Beim Padel muss die Sohle die spezifischen Dreh-, Richtungswechsel und Rutschbewegungen unterstützen, die für Padel charakteristisch sind. Daher ähnelt die ideale Sohle beim Padel am ehesten den Tennis-Allcourt-Schuhen, die meist ebenfalls eine „Mehrzonen-Sohle“ aufweisen. Da die Padel-Courts (in Deutschland) in der Regel mit sehr dicken textilen Oberflächen ausgestattet sind, ist eine übermäßige Dämpfung eines Padelschuhs eher zu vernachlässigen. Durch den Sand auf der Textiloberfläche gehen diese Drehbewegungen sehr schnell vonstatten, der Schaft sollte also vor allem an den Fußseiten viel Stabilität aufweisen, da der Fuß ständig nach links und rechts gekippt wird, um die Drehung auszulösen. Die Stabilität nach vorne ist dabei nicht so wichtig wie beim Tennisschuh.

## Markt
Der Markt um Tennisschuhe ist heiß umkämpft. Führende Hersteller sind adidas, asics, Babolat, Diadora, Fila, Head, Joma, K-Swiss, Lacoste, Lotto, Mizuno, New Balance, Nike, On, Puma, Sergio Tacchini, Wilson und Yonex. Der Umsatz im Sportschuhe-Markt, in dem Tennisschuhe nur einen Teil ausmachen, wird 2024 in Deutschland etwa 710 Millionen € betragen. Laut Prognose wird im Jahr 2029 ein Marktvolumen von 970 Millionen € erreicht. Mit einem prognostizierten Marktvolumen von 9,962 Mrd. € im Jahr 2024 wird in den USA am meisten Umsatz generiert.

## Auswahl
Die Auswahl des individuell richtigen Tennisschuhs gestaltet sich schwierig, denn die meisten der genannten Hersteller bieten mehrere unterschiedliche Modelle an. Abgesehen von der Schuhgröße und dem bevorzugten Tennisplatzbelag spielt aus Käufersicht das Design eine wichtige Rolle. Ebenso sind viele geneigt, sich für die Tennismarke ihres  Lieblingsspielers zu entscheiden. Đoković spielt Head Schläger, trägt aber Adidas Schuhe, Nadal spielt Babolat aber trägt Nike, Federer spielt Wilson und trägt Nike. Dabei sind andere Kriterien entscheidend, wie das Körpergewicht, das Alter, das Geschlecht, Zustand der Muskeln und der Gelenke und die Spielweise, ob Anfänger, Vereinsspieler oder Profispieler. Läuft man eher auf den Ballen oder den Fersen? Legt man Wert auf Stabilität und nimmt dafür ein höheres Gewicht der Schuhe in Kauf? Verfügt man über einen schnellen Antritt? Benötigt man den Rebound-Effekt der Dämpfung? Es ist jedoch kaum möglich, Tennisschuhe vor dem Kauf am Tennisplatz auszuprobieren.

## Haltbarkeit
Profitennisspieler verfügen über mehrere Paar Tennisschuhe, jeweils für die verschiedenen Bodenbeläge. Sie müssen alle zunächst eingelaufen werden, um Blasenbildung zu vermeiden. Die Tennisschuhe werden nach wenigen Monaten ausgetauscht. Im Anfänger- und Vereinsspielerbereich sollen Tennisschuhe je nach Spielintensität nach ein bis zwei Jahren ausgetauscht werden, weil die Stabilität des Schuhs nachlässt, womit die Verletzungsgefahr steigt.